# Bruno Chiche
Pour les articles homonymes, voir Chiche.
Bruno Chiche est un réalisateur, scénariste, producteur et acteur français, né le 7 août 1966 en France.

## Biographie
Bruno Chiche est élève au lycée Corneille à Rouen.

## Filmographie

### Réalisateur
- 1985 : Morphée  (court métrage)
- 1986 : L'Amour en marche (court métrage)
- 1989 : Brasero (court métrage)
- 1990 : Le Pinceau à lèvres (court métrage)
- 2001 : Barnie et ses petites contrariétés
- 2006 : Hell
- 2011 : Je n'ai rien oublié
- 2016 : L'un dans l'autre
- 2022 : Maestro(s)

### Scénariste
- 1985 : Morphée  (court métrage)
- 1986 : L'Amour en marche  (court métrage)
- 1989 : Brasero (court métrage)
- 1990 : Le Pinceau à lèvres (court métrage)
- 2001 : Barnie et ses petites contrariétés
- 2006 : Hell
- 2011 : Je n'ai rien oublié
- 2016 : L'un dans l'autre

### Producteur
- 2005 : Je préfère qu'on reste amis... d'Éric Toledano et Olivier Nakache
- 2006 : Nos jours heureux d'Éric Toledano et Olivier Nakache
- 2009 : Jusqu'à toi (ou C'est toujours mieux quand on sourit sur la photo) de Jennifer Devoldère
- 2010 : Sur des rails d'Alexandre Coffre
- 2011 : Une pure affaire d'Alexandre Coffre

### Acteur
- 2003 : Plat du jour (court métrage) de Sophie Boudre
- 2004 : Les Sœurs fâchées d'Alexandra Leclère : Charles
- 2006 : Mer belle à agitée (téléfilm) de Pascal Chaumeil : le pharmacien
- 2007 : Tous les hommes sont des romans (téléfilm) de Renan Pollès et Alain Riou : le mari
- 2008 : L'Amour dans le sang (téléfilm) de Vincent Monnet : Dominique Besnehard jeune
- 2009 : Je suis heureux que ma mère soit vivante de Claude et Nathan Miller : le père de Frédéric
- 2011 : Une pure affaire d'Alexandre Coffre : le psychologue
- 2011 : Pour Djamila (téléfilm) de Caroline Huppert : Daniel Mayer

### Assistant réalisateur
- 1986 : Cours privé de Pierre Granier-Deferre
- 1987 : Les mois d'avril sont meurtriers de Laurent Heynemann
- 1987 : Comédie ! de Jacques Doillon
- 1987 : De guerre lasse de Robert Enrico
- 1988 : Mon ami le traître de José Giovanni

## Distinctions

### Récompenses
- Prix des exploitants 2012 pour Je n'ai rien oublié
- Prix de la Fondation Barrière 2012 pour Je n'ai rien oublié

### Nominations et sélections
- Festival de Cannes 1990 : sélection officielle, en compétition pour la Palme d'or du court métrage pour Le Pinceau à lèvres
- Festival international du jeune cinéma de Turin 1990 : sélection pour le Prix de la ville de Turin pour Le Pinceau à lèvres
- Festival international du film de Shanghai 2005 : sélection officielle en compétition pour Je préfère qu'on reste amis...
- Festival international du film de Marrakech 2012 : sélection officielle pour Je n'ai rien oublié